# Familles von Diepenbrock
 (août 2024).
Les familles von Diepenbrock (aussi Depenbroick, Diepenbroek, Deipenbrock, Deypenbrock, Diepenbruch) sont deux familles nobles de Westphalie.

## Diepenbrock (famille ancestrale)

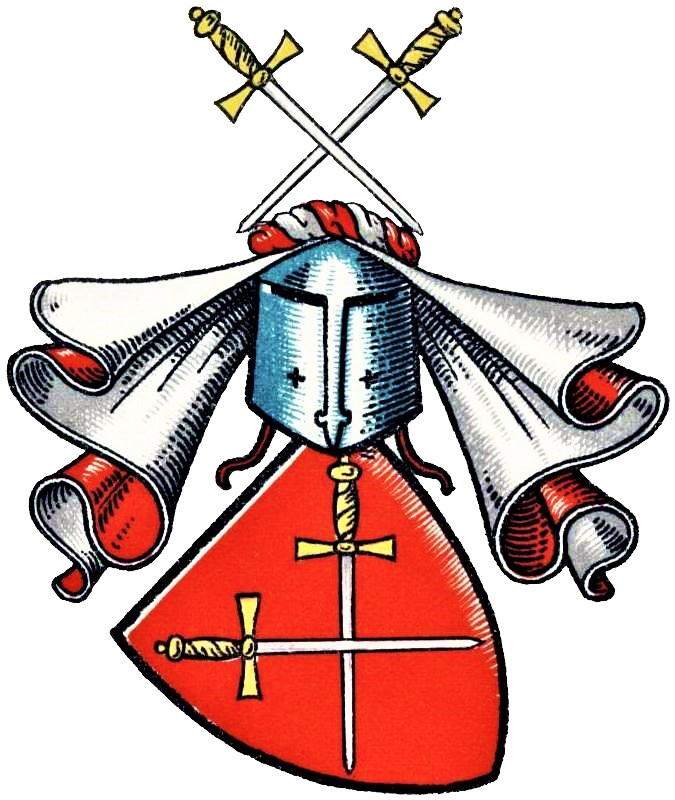
Armories de la famille von Diepenbrock dans le Wappenbuch des Westfälischen Adels

### Histoire
Le siège de la famille est le château de Diepenbrock (de) près de Barlo. Alors que la maison est mentionnée pour la première fois en 1268 en tant que propriété d'Heinrich von Diepenbrock, les seigneurs de Diepenbrock apparaissent déjà dans des documents du XIIe siècle. En 1326, la maison Diepenbrock est mentionnée comme fief d'Arnhem appartenant à Gerhard von Diepenbrock. La lignée sûre de la famille commence avec Rötger von Diepenbrock, qui apparaît dans des documents en 1379. En 1520, le siège de la famille revient à la famille Welfeld(t) d'Utrecht par le mariage d'Anna von Diepenbrock, fille de Gert von Diepenbrock.
Outre leur maison mère, la famille possède au fil du temps un grand nombre de domaines, principalement en Westphalie et dans le Bas-Rhin. En Westphalie, ils possèdent Borg (Warendorf) (document. 1747), château de Buldern (de) (Coesfeld) (1465-1747), Caldenhof (Halle) (1656), Dingden (Borken) (1424), Dülmen (Coesfeld) (1747), Emelinck (1556), Engelbertinck (Coesfeld) (1579), Gebbinck (1556), Heyen (1675-1747), Hilbeck (Hamm) (1700), Kortenhorn (Borken) (1379-1538), château de Marck (de) (1576-1804), Meinhövel (Lüdinghausen) (1700), château de Nienborg (de) (Ahaus) (1487-1574), Nierenhof (1527), Schwansbell (Hamm) (1750), manoir de Tenking (Borken) (1450-1580) et Westerwinkel près de Herbern (Lüdinghausen) (1523-1584). Dans le Bas-Rhin, ils possèdent en pays de Clèves le manoir d'Empel (de) (ou Impel) (1486-1666), Groin (1642), Götterswick (1575), Hamminkel (1500-1594), Hurll (1689) et Millingen (1599-1666). Dans la province néerlandaise de Gueldre, ils possèdent Diepenbrock, Endegeest (1754), Poelwiek (1538), Travenhorst (1555), Uebbinck (1402), Wercken (1754), Werckendam (1754), Westdoorn (1754) et Westwesel (1754). S'y ajoutent, dans le royaume de Hanovre et le duché de Brunswick, Aburg (Osnabrück) (1670), Butforde (Frise orientale) (1560), Eime (Hildesheim) (1836), Gittelde (Brunswick) (1700), Middelstewehr (Frise-Orientale) (1560-1584) et Willershausen (Calenberg) (1749-1799).
Des représentants de l'ancienne lignée westphalienne sont arrivés dans les pays baltes en deux branches. La première via l'Ordre Teutonique. En 1167, un Helmich von Diepenbrock vend à l'abbaye de Padise cinq onces de terre dans le village de Foenemuller. Un autre Helmich von Dipenbrock est commandeur de la commanderie de Reval (de) de 1364 à 1367. Au XVe siècle, des membres de la famille apparaissent encore comme citoyens à Reval. La seconde branche arrive à Riga au XVIe siècle avec Werner von Diepenbrock (mort en 1615) de Coesfeld. Un autre Werner von Diepenbrock (mort en 1631) est pasteur de Saint-Pierre à Riga en 1616. Ses fils Rötger, Michael et Andreas von Diepenbrock deviennent conseillers municipaux à Riga. La famille possède entre autres des biens dans la paroisse d'Alt-Salis (Kusemanshof). La lignée dans les pays baltes s'éteint en 1732 avec la mort du commissaire Georg von Diepenbrock.
La lignée westphalienne se divise plus tard en deux branches principales, celle d'Empel et Heyen en pays de Clèves et celle de Willershausen en pays de Hanovre. De la première branche, Johann Hermann von Diepenbrock obtient en 1652 le titre de baron d'Empire. Celui-ci est confirmé en 1713. Le 22 juillet 1719, Johann Bertram Arnold, baron de Diepenbrock zu Empel, chambellan royal prussien et sénéchal de Clèves, reçoit du roi Frédéric II un diplôme de comte impérial sous le nom de "Gronsfeld von Diepenbrock-Empel", ainsi qu'un diplôme de comte prussien le 28 juillet 1740. Avec ce dernier diplôme de comte, un diplôme prussien de baron est délivré le même jour à ses fils Friedrich, Alexander Conrad Carl, Heinrich Ludwig et Bertram Philipp Sigismund Albrecht von Diepenbrock,.
Le fondateur de la branche de Willershausen est le maître d'hôtel de la landgravine veuve Cunégonde-Julienne de Hesse-Rotenbourg (bg). L'un de ses deux fils est colonel ducal de Brunswick-Wolfenbüttel, l'autre, Hermann von Diepenbrock zu Willershausen, est maître d'hôtel de l'académie princière de Wolfenbüttel, puis préfet princier de Hesse à Hirschfeld. Parmi ses fils, Philipp von Diepenbrock est colonel royal de Grande-Bretagne en 1731. Un autre fils, Heinrich von Diepenbrock, est au service militaire du prince de Hesse. Heinrich Carl Dietrich von Diepenbroich, seigneur de Buldern, est chanoine d'Halberstadt en 1738. Ludwig von Grüter, administrateur royal prussien de l'arrondissement de Tecklembourg, marié à une von Diepenbrock, reçoit le 15 octobre 1840 et le 24 septembre 1841 un diplôme de baron sous le nom de "von Diepenbroick-Grüter".

### Personnalités
- Gustav von Diepenbroick-Grüter (de) (1815-1899), juge et député de la chambre des représentants de Prusse
- Hans-Dietrich von Diepenbroick-Grueter (de) (1902-1980), antiquaire allemand et collectionneur de portraits
- Heinrich von Diepenbrock (de) (mort en 1568), chanoine de Münster
- Helmich von Dipenbrock, 1364-1367 commandeur de la commanderie de Reval (de)
- Hermann von Diepenbrock (de) (1549-1596), chanoine de la cathédrale de Paderborn ainsi que conseiller de la chambre impériale et écolâtre de la cathédrale de Münster
- Karl von Diepenbroick-Grüter (1837-1899), major général prussien
- Lubbert von Diepenbrock (mort en 1471), 1455-1471 prévôt de Cappenberg
- Ludwig von Diepenbroick (de) (1738-1805), lieutenant général électoral de Brunswick-Lunebourg et commandant de Lunebourg
- Ludwig von Diepenbroick-Grüter (de) (1804-1870), administrateur de l'arrondissement de Tecklembourg (de)
- Otto von Diepenbroick-Grüter (de) (1819-1870), major général prussien
- Otto von Diepenbroick-Grüter (de) (1860-1940), lieutenant-général allemand
- Rutger von Diepenbrock, 1459 sénéchal de Recklinghausen
- Sweder von Diepenbrock, 1478 chevalier de l'ordre teutonique et commandeur de Brackel (de)[6].

## Diepenbrock (famille patricienne de Bocholt)

### Histoire
La famille patricienne Diepenbrock de Bocholt fait remonter ses origines à la famille noble du même nom. Il n'est toutefois pas possible de prouver une quelconque ascendance. Melchior von Diepenbrock, alors doyen et vicaire général de la cathédrale de Ratisbonne, puis prince-évêque et cardinal de Breslau, issu de cette famille patricienne,est élevé au rang de baron bavarois en 1845. Le manoir d'Horst près d'Holtwick et le manoir de Langen près d'Everswinkel appartiennent à la famille.

### Personnalités
- Alphons Diepenbrock (1862-1921), compositeur, écrivain et philologue néerlandais.
- Anton Diepenbrock (de) (1761-1837), grand commerçant, propriétaire foncier, conseiller de la cour salmienne (de) et maire du canton de Bocholt (de), père de Melchior von Diepenbrock.
- Conrad Joseph Diepenbrock (de) (1808-1884), écrivain et révolutionnaire, frère de Melchior von Diepenbrock.
- Johannes Bernhard Diepenbrock (de) (1796-1884), théologien et historien.
- Melchior von Diepenbrock (1798-1853), théologien prussien, prince-évêque de Breslau et cardinal.